# Zisterzienserinnenkloster Steenkerk
Das Zisterzienserinnenkloster Steenkerk (auch Mariënbos) war von 1301 bis 1580 ein Kloster der Zisterzienserinnen  in Terband, Heerenveen, Provinz Friesland in den Niederlanden, das zeitweise dem Deutschen Orden angehörte.

## Geschichte
Kloster Bloomkamp gründete 1301 nördlich Heerenveen in Katrijp bei Terband das Zisterzienserinnenkloster Steenkerk (Steinkirche), das 1375 in die Hände des Deutschen Ordens überging und als Katrijper Konvent bekannt war, bevor es 1401 nach Nes und dann nach Oudeschoot (heute: Heerenveen) verlegt wurde. 1514 kehrte es an den Standort Katrijp und in den Zisterzienserorden zurück, wurde aber schon 1518 in die Nachbargemeinde Luinjeberd übertragen und legte sich dort den Namen Mariënbos (Maria Wald) zu. 1580 kam es im Zuge der Entstehung der protestantischen Republik der Sieben Vereinigten Provinzen zur Auflösung des Klosters. Heute erinnert in Heerenveen noch der Name des Pflegeheims „Mariënbos“ an das einstige Kloster, das allerdings in der Encyclopaedia Cisterciensis nicht genannt wird.